# علم منظمة التعاون الإسلامي
اعتمدت منظمة التعاون الإسلامي علمها في عام 2011. يتكون العلم من راية بيضاء عليها هلال وكرة مخططة بالأخضر تتوسطها الكعبة. تعكس عناصر الشعار فلسفة المنظمة الجديدة.
أما العلم السابق فقد اعتمد في عام 1981 وهو مكون من راية خضراء تمثل الإسلام، تتوسطه دائرة بيضاء تمثل السلام. بداخلها هلال أحمر وكلمة الله أكبر باللغة العربية.